# Giovanni Francesco Acquaviva d'Aragona
Giovanni Francesco Acquaviva d'Aragona (Atri, 1483 – Parigi, 7 ottobre 1527) è stato un condottiero italiano, terzo marchese di Bitonto.

## Biografia
Era figlio di Andrea Matteo III Acquaviva (1458-1529), Duca di Atri e Teramo, e di Isabella Piccolomini Todeschini (1462-1508).
Uomo d'armi al servizio degli spagnoli, partecipò alla battaglia di Ravenna nel 1512 nella quale rimase ferito e condotto in prigione. Il padre Andrea Matteo versò una notevole somma di danaro per la sua liberazione. Nel 1513 fu alla battaglia de La Motta. Nell'aprile 1521 l'imperatore Carlo V gli concesse la signoria di Teramo, dietro esborso di 40.000 ducati; per vincere l'opposizione della popolazione condusse nel novembre dello stesso anno 5.000 uomini all'assedio della città, ma venne sconfitto. 
Nel 1525 partecipò alla battaglia di Pavia militando nel campo francese.  Morì nel 1527.

## Discendenza
Gianfrancesco sposò Dorotea Gonzaga (1485-1538), contessa della linea Gonzaga di Sabbioneta e Bozzolo, dalla quale ebbe questi figli:

- Giulio Antonio II (?-1539), conte di Conversano, sposò Anna Gambacorta (?-1544)
- Isabella (?-1528), sposò nel 1504 Bernardino II del Balzo, conte di Alessano (?-1524)
- Camilla, sposò Uguccione Pallavicino, marchese di Polesine (?-1546)
- Caterina, sposò nel 1514 Enrico Pandone, IV conte di Venafro e duca di Bojano.[2]

## Ascendenza
|                                                             |                     |                                                        | Genitori                                       |  |  | Nonni |  |  | Bisnonni                                |  |  | Trisnonni                                        |  |
|                                                             |                     |                                                        |                                                |  |  |       |  |  | Giosia Acquaviva d'Aragona, duca d'Atri |  |  | Andrea Matteo I Acquaviva d'Aragona, duca d'Atri |  |
|                                                             |                     |                                                        |                                                |  |  |       |  |  | Giosia Acquaviva d'Aragona, duca d'Atri |  |  | Andrea Matteo I Acquaviva d'Aragona, duca d'Atri |  |
|                                                             |                     | Caterina Tomacelli                                     |                                                |  |  |       |  |  | Giosia Acquaviva d'Aragona, duca d'Atri |  |  |                                                  |  |
| Giulio Antonio I Acquaviva d'Aragona, duca d'Atri e Teramo  |                     |                                                        |                                                |  |  |       |  |  | Giosia Acquaviva d'Aragona, duca d'Atri |  |  |                                                  |  |
|                                                             |                     | Antonella Migliorati                                   | Ludovico Migliorati, conte di Manoppello       |  |  |       |  |  |                                         |  |  |                                                  |  |
|                                                             |                     | Antonella Migliorati                                   | Ludovico Migliorati, conte di Manoppello       |  |  |       |  |  |                                         |  |  |                                                  |  |
|                                                             |                     | Antonella Migliorati                                   | Bellafiore da Carrara                          |  |  |       |  |  |                                         |  |  |                                                  |  |
| Andrea Matteo III Acquaviva d'Aragona, duca d'Atri e Teramo |                     | Antonella Migliorati                                   |                                                |  |  |       |  |  |                                         |  |  |                                                  |  |
|                                                             |                     | Giovanni Antonio Orsini del Balzo, principe di Taranto | Raimondo Orsini del Balzo, principe di Taranto |  |  |       |  |  |                                         |  |  |                                                  |  |
|                                                             |                     | Giovanni Antonio Orsini del Balzo, principe di Taranto | Raimondo Orsini del Balzo, principe di Taranto |  |  |       |  |  |                                         |  |  |                                                  |  |
|                                                             |                     | Giovanni Antonio Orsini del Balzo, principe di Taranto | Maria d'Enghien                                |  |  |       |  |  |                                         |  |  |                                                  |  |
| Caterina Orsini del Balzo, contessa di Conversano           |                     | Giovanni Antonio Orsini del Balzo, principe di Taranto |                                                |  |  |       |  |  |                                         |  |  |                                                  |  |
|                                                             |                     | Anna Colonna                                           | …                                              |  |  |       |  |  |                                         |  |  |                                                  |  |
|                                                             |                     | Anna Colonna                                           | …                                              |  |  |       |  |  |                                         |  |  |                                                  |  |
|                                                             |                     | Anna Colonna                                           | …                                              |  |  |       |  |  |                                         |  |  |                                                  |  |
| Giovanni Francesco Acquaviva d'Aragona                      |                     | Anna Colonna                                           |                                                |  |  |       |  |  |                                         |  |  |                                                  |  |
|                                                             | Giovanni Todeschini | Pietro Todeschini                                      |                                                |  |  |       |  |  |                                         |  |  |                                                  |  |
|                                                             | Giovanni Todeschini | Pietro Todeschini                                      |                                                |  |  |       |  |  |                                         |  |  |                                                  |  |
|                                                             | Giovanni Todeschini | …                                                      |                                                |  |  |       |  |  |                                         |  |  |                                                  |  |
| Antonio Todeschini Piccolomini, duca d'Amalfi               | Giovanni Todeschini |                                                        |                                                |  |  |       |  |  |                                         |  |  |                                                  |  |
|                                                             |                     | Laudomia Piccolomini                                   | Silvio Piccolomini                             |  |  |       |  |  |                                         |  |  |                                                  |  |
|                                                             |                     | Laudomia Piccolomini                                   | Silvio Piccolomini                             |  |  |       |  |  |                                         |  |  |                                                  |  |
|                                                             |                     | Laudomia Piccolomini                                   | Vittoria Forteguerri                           |  |  |       |  |  |                                         |  |  |                                                  |  |
| Isabella Piccolomini Todeschini d'Aragona                   |                     | Laudomia Piccolomini                                   |                                                |  |  |       |  |  |                                         |  |  |                                                  |  |
|                                                             |                     | Ferrante I, re di Napoli                               | Alfonso, re d'Aragona e di Napoli              |  |  |       |  |  |                                         |  |  |                                                  |  |
|                                                             |                     | Ferrante I, re di Napoli                               | Alfonso, re d'Aragona e di Napoli              |  |  |       |  |  |                                         |  |  |                                                  |  |
|                                                             |                     | Ferrante I, re di Napoli                               | Gueraldona Carlino                             |  |  |       |  |  |                                         |  |  |                                                  |  |
| Maria d'Aragona                                             |                     | Ferrante I, re di Napoli                               |                                                |  |  |       |  |  |                                         |  |  |                                                  |  |
|                                                             |                     | Diana Guardato                                         | Zaccaria Guardato                              |  |  |       |  |  |                                         |  |  |                                                  |  |
|                                                             |                     | Diana Guardato                                         | Zaccaria Guardato                              |  |  |       |  |  |                                         |  |  |                                                  |  |
|                                                             |                     | Diana Guardato                                         | …                                              |  |  |       |  |  |                                         |  |  |                                                  |  |
|                                                             |                     | Diana Guardato                                         |                                                |  |  |       |  |  |                                         |  |  |                                                  |  |

## Celebrazioni
Il poeta Matteo Bandello ha dedicato a Giovanni Francesco la Novella V della Prima parte (1554).